# Cecil Clementi

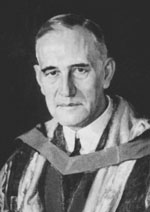
Sir Cecil Clementi (um 1926)

Sir Cecil Clementi (chinesisch 金文泰; * 1. September 1875 in Cawnpore, Britisch-Indien; † 5. April 1947 in High Wycombe, England) war ein britischer Politiker und Gouverneur von Britisch-Ceylon, Hongkong und der Straits Settlements.

## Werdegang
Clementi war Sohn des Judge Advocat General Colonel Montagu Clementi und wurde im damals von den Briten besetzen Indien geboren. Nach dem Schulbesuch an der St Paul’s School in London absolvierte er ein Studium am Magdalen College in Oxford. Dieses schloss er 1901 als Master of Arts ab. 1899 wurde Cecil Clementi Mitarbeiter der britischen Kolonialverwaltung. Da er gute Kenntnisse in Kantonesisch und Chinesisch nachweisen konnte, wurde er zunächst in Hongkong eingesetzt. Seit 1907 arbeitete er dort als Assistant Colonial Secretary, 1911 bis 1912 war er auch Mitglied des Executive Councils und des Legislative Councils. 1925 wurde Clementi schließlich zum Gouverneur von Hongkong ernannt. Dieses Amt hatte er fünf Jahre inne; während seiner Amtszeit wurde der Flughafen Kai Tak eröffnet. Anschließend arbeitete er für vier Jahre als Gouverneur der Straits Settlements; dieses Amt gab er aus gesundheitlichen Gründen auf.

## Ehrungen
Cecil Clementi wurde mit mehreren Orden ausgezeichnet, darunter: Order of St. Michael and St. George (CMG 1916, KCMG 1926, GCMG 1931) und Order of Saint John (KStJ 1926).
In Hongkong wurden unter anderem die Clementi Road und die Clementi Secondary School nach ihm benannt, in Singapur trägt ein Ort in der West Region seinen Namen.